# Gvia HaMedina 2017-2018
La Coppa d'Israele 2017-2018 (in ebraico 2017-2018 גביע המדינה, Gvia HaMedina 2017-2018, cioè "Coppa di Stato 2017-2018") è stata la 79ª edizione della coppa nazionale calcistica israeliana, la 64ª dalla nascita dello Stato di Israele.
Come da regolamento, ad eccezione dei quarti di finale, tutte le partite si sono giocate in gara unica. In caso di parità, dopo i novanta minuti regolamentari, si sono disputati i tempi supplementari e, se la parità fosse continuata, i tiri di rigore.
Le semifinali e la finale si sono giocate in campo neutro.
Il torneo è iniziato nel settembre 2017 e si è concluso il 9 maggio 2018 con la vittoria, per la quarta volta nella propria storia, dell'Hapoel Haifa, che ha sconfitto in finale il Beitar Gerusalemme per 3-1 dopo i tempi supplementari.

## Settimo turno
Dal primo al sesto turno la manifestazione si è disputata a livello regionale, con la partecipazione di tutte le squadre iscritte all'IFA. A partire dal settimo turno la Coppa d'Israele si gioca a livello nazionale.
| Squadra 1             | Risultato       | Squadra 2              |
| --------------------- | --------------- | ---------------------- |
| 19 dicembre 2017      |                 |                        |
| Hapoel Beit She'an    | 0 – 3           | Hapoel Kaukab          |
| Hapoel Kfar Shalem    | 1 – 3           | Ironi R. HaSharon      |
| Hapoel Iksal          | 0 – 2           | Kafr Qasim             |
| Ironi Nesher          | 1 – 2           | Hapoel Shfara'am       |
| Hapoel Bnei Musmus    | 2 – 2 (4-3 dtr) | Hapoel Bnei Lod        |
| Beitar Tel Aviv Ramla | 1 – 2           | Beitar Kfar Saba       |
| Hapoel Ramat Gan      | 1 – 0           | Maccabi Kabilio Giaffa |
| Maccabi Ahi Nazaret   | 3 – 0           | Ironi Or Yehuda        |
| Sektzia Ness Ziona    | 3 – 0           | Maccabi Herzliya       |
| Hapoel Petah Tiqwa    | 2 – 1           | Daburiyya Osama        |
| Hapoel Afula          | 0 – 0 (3-2 dtr) | Nazareth Illit         |
| Agudat Sport Nordia   | 2 – 3           | Bnei HaGolan VeHaGalil |
| 20 dicembre 2017      |                 |                        |
| Rubi Shapira          | 2 – 2 (7-8 dtr) | Hapoel Katamon G.      |
| Hapoel Tel Aviv       | 2 – 1           | MS Dimona              |

## Ottavo turno
| Squadra 1            | Risultato       | Squadra 2              |
| -------------------- | --------------- | ---------------------- |
| 4 gennaio 2018       |                 |                        |
| Hapoel Katamon G.    | 1 – 2           | Beitar Kfar Saba       |
| Hapoel Petah Tiqwa   | 1 – 2           | Hapoel Haifa           |
| Hapoel Akko          | 1 – 0 (dts)     | Kafr Qasim             |
| Sektzia Ness Ziona   | 2 – 0           | Bnei Sakhnin           |
| Hapoel Ashkelon      | 1 – 3 (dts)     | Ashdod                 |
| Hapoel Rishon LeZion | 1 – 2           | Beitar Gerusalemme     |
| 5 gennaio 2018       |                 |                        |
| Hapoel Ramat Gan     | 0 – 0 (3-2 dtr) | Bnei Yehuda            |
| Hapoel Marmorek      | 3 – 1           | Hapoel Kaukab          |
| Hapoel Hadera        | 2 – 2 (1-4 dtr) | Maccabi Natanya        |
| Maccabi Petah Tiqwa  | 0 – 0 (2-4 dtr) | Hapoel Kfar Saba       |
| Hapoel Ra'anana      | 3 – 0           | Ironi R. HaSharon      |
| 6 gennaio 2018       |                 |                        |
| Maccabi Tel Aviv     | 3 – 0           | Bnei HaGolan VeHaGalil |
| Maccabi Ahi Nazaret  | 1 – 2           | Hapoel Be'er Sheva     |
| 7 gennaio 2018       |                 |                        |
| Hapoel Shfara'am     | 2 – 1           | Hapoel Bnei Musmus     |
| Hapoel Tel Aviv      | 1 – 1 (3-5 dtr) | Maccabi Haifa          |
| 16 gennaio 2018      |                 |                        |
| Ironi K. Shmona      | 3 – 0           | Hapoel Afula           |

## Ottavi di finale
| Squadra 1          | Risultato   | Squadra 2          |
| ------------------ | ----------- | ------------------ |
| 23 gennaio 2018    |             |                    |
| Beitar Kfar Saba   | 1 – 3       | Hapoel Kfar Saba   |
| Hapoel Akko        | 1 – 2       | Hapoel Haifa       |
| Hapoel Ra'anana    | 2 – 0       | Sektzia Ness Ziona |
| Ironi K. Shmona    | 2 – 1 (dts) | Hapoel Shfara'am   |
| Hapoel Ramat Gan   | 0 – 2       | Hapoel Be'er Sheva |
| 24 gennaio 2018    |             |                    |
| Ashdod             | 2 – 0       | Maccabi Natanya    |
| Maccabi Haifa      | 3 – 0       | Maccabi Tel Aviv   |
| 25 gennaio 2018    |             |                    |
| Beitar Gerusalemme | 2 – 1       | Hapoel Marmorek    |

## Quarti di finale
| Squadra 1                          | Totale          | Squadra 2          | Andata | Ritorno     |
| ---------------------------------- | --------------- | ------------------ | ------ | ----------- |
| 6 febbraio 2018 / 28 febbraio 2018 |                 |                    |        |             |
| Hapoel Kfar Saba                   | 0 – 2           | Beitar Gerusalemme | 0 - 2  | 0 - 0       |
| 6 febbraio 2018 / 1º marzo 2018    |                 |                    |        |             |
| Maccabi Haifa                      | 3 – 3 (gfc)     | Hapoel Haifa       | 2 - 2  | 1 - 1       |
| 7 febbraio 2018 / 27 febbraio 2018 |                 |                    |        |             |
| Ashdod                             | 2 – 2 (3-5 dtr) | Hapoel Ra'anana    | 1 - 1  | 1 - 1 (dts) |
| 7 febbraio 2018 / 28 febbraio 2018 |                 |                    |        |             |
| Hapoel Be'er Sheva                 | 1 – 2           | Ironi K. Shmona    | 1 - 1  | 0 - 1       |

## Semifinali
| Squadra 1          | Risultato       | Squadra 2       |
| ------------------ | --------------- | --------------- |
| 1 aprile 2018      |                 |                 |
| Hapoel Haifa       | 0 – 0 (4-3 dtr) | Hapoel Ra'anana |
| Beitar Gerusalemme | 3 – 2           | Ironi K. Shmona |

## Finale
| Arbitro: | Liran Liany |

|             |           |                                                |
| Varenne 29’ | Marcatori | 28’ Plakushchenko 106’ Scheimann 122’ Turgeman |